# 张飞生
张飞生（1884年—1947年1月），原名张鸿远，族名张步朝，字飞生，陕西旬阳县大河南张家院人，中华民国时期的陕西省小军阀，中华民国陆军中将，陕西警备二旅旅长。

## 生平
幼时家境贫寒， 父张瑞亭以卖豆芽为生。
1930年9月杨虎城率一个师回陕西主政，张飞生被任命为安康绥靖司令，所部被称为安康绥靖军或安绥军。1932年安康特委李自靖（李茂堂）以安康电报局长的身份对该部开展兵运。1932年12月，张飞生率部堵截贺龙的红三军七千里“小长征”转战陕南。红三军过境后，张飞生搜查安康电报局，以“共党嫌疑”罪名逮捕了李茂堂，后查无实据及各方营救，下令驱逐李茂堂出安康。1933年陕南特委（书记张德生）派王辛德打入安绥军任司令部《民知时报》记者，开展兵运。1934年2月22日发动安康起义，起义官兵69人组建中国工农红军第三十军第一纵队，队长袁作舟，政委王辛德。在紫阳县毛坝遭民团围攻，分散突围时王辛德等五十余人被俘，押解到安康后，张飞生亲自酷刑审讯，1934年3月中旬第一次枪决二十五人，3月下旬初第二次枪杀三人。
1934年12月红二十五军长征进入陕南。1935年3月10日警备二旅追击红军，在洋县华阳镇石塔寺遭伏击，被毙伤200余人，俘400余人，缴获长短枪500多支，马刀1000余把，以及轻重机枪、迫击炮、弹药等武器装备。事后张飞生向第十七路军第四十二师第四团团长王明钦说：“我当时据报：徐海东在洋县以北。不知这是徐的扬言，奉命追击，军至华阳镇，中了埋伏”“此地两边是山，中间是沟道，沟道里有一、二十户人家，几家小店。我军行至沟道，两边山上的红军一齐冲下来，弹如雨下，喊声震天。我军猛然遭到袭击，官兵仓慌无所措手，阵势大乱，各自寻找凭籍，企图抵抗。不料民房、小店以及附近坑凹丘陵全为红军所占，向我射击，致使我军无处立足，手虽持枪，无用武之地，于是全军覆没”“我臂部受了重伤，随即躺在地上，以有伤的胳膊盖在脸上，血顺脸流，染的面部模糊，人没能辨，老罴当道，袒身露须，伸足仰卧，佯装死亡。红军士兵不识我是旅长，把我当成老夫子。看我已死，叹息地说：‘哎！老夫子也受伤了。’随即走去”“路团长装扮了个抬花竿的蒙混过去，也被释放了。徐部走后，我才收容残部。”杨虎城把警备二旅调防商县、蓝田，后调西安。1936年10月张飞生调任中将参议，孔从周接任警备二旅旅长。西安事变时，何应钦派人与张飞生及警备二旅的两个团长沈玺亭和唐德楹联络反杨救蒋。西安事变后，警备二旅被蒋收编为独立第19旅，旅长沈玺亭。抗战爆发后独立第19旅裁撤编入由河南和甘肃地方部队组建的第166师（师长郜子举）。
抗战初期，陕西省政府主席蒋鼎文给张飞生“陕西抗日义勇军”第一纵队司令名义，收聚陕西地方民团和散兵游勇，到1938年上半年已收编3000多人编2个支队及直属特务营。1938年6月，蒋鼎文撤掉张飞生职务，改派西安警备司令何文鼎（黄埔一期）和西安防空司令徐经济兼“陕西抗日义勇军”第一纵队正、副司令。

## 纪念
红二十五军石塔河伏击战遗址：位于陕西省汉中市洋县华阳镇人民政府东南侧。入选陕西省不可移动革命文物名录。